# Cereus hildmannianus
Cereus hildmannianus ist eine Pflanzenart in der Gattung Cereus aus der Familie der Kakteengewächse (Cactaceae). Das Artepitheton hildmannianus ehrt den deutschen Kakteenzüchter Heinrich Hildmann, der in Birkenwerder eine Kakteengärtnerei besaß.

## Beschreibung
Cereus hildmannianus wächst baumförmig, ist reich verzweigt und erreicht Wuchshöhen von bis zu 10 Meter. Es wird ein deutlicher Stamm ausgebildet. Die zylindrischen, segmentierten, blaugrünen bis trübgrünen Trieben sind im Jugendstadium oft glauk. Sie weisen Durchmesser von bis zu 15 Zentimeter auf. Es sind vier bis sechs scharfkantige Rippen vorhanden, die bis zu 3,5 Zentimeter hoch sind. Die darauf befindlichen Areolen sind klein. Dornen werden meist nicht ausgebildet.
Die weißen Blüten sind 25 bis 30 Zentimeter lang. Die kugelförmigen Früchte sind rot bis gelb gefärbt. Sie enthalten ein weißes Fruchtfleisch.

## Verbreitung, Systematik und Gefährdung
Cereus hildmannianus ist vermutlich in Brasilien, Mato Grosso do Sul, Paraguay, Uruguay, Bolivien und Argentinien verbreitet.
Die Erstbeschreibung wurde 1890 von Karl Moritz Schumann veröffentlicht.
Es werden folgende Unterarten unterschieden:
- Cereus hildmannianus subsp. hildmannianus
- Cereus hildmannianus subsp. uruguayanus (R.Kiesling) N.P.Taylor

In der Roten Liste gefährdeter Arten der IUCN wird die Art als „Least Concern (LC)“, d. h. als nicht gefährdet geführt. Die Unterarten wurden nicht separat erfasst.

## Nachweise